# Sarax indochinensis
Espèce
Sarax indochinensis est une espèce d'amblypyges de la famille des Charinidae.

## Distribution
Cette espèce se rencontre en Thaïlande, au Cambodge et au Viêt Nam.

## Description
La carapace de la femelle holotype mesure 2,76 mm de long sur 3,72 mm, la carapace de la femelle paratype 2,60 mm de long sur 3,50 mm et la carapace du mâle paratype 2,95 mm de long sur 3,90 mm.

## Étymologie
Son nom d'espèce, composé de indochin[e] et du suffixe latin -ensis, « qui vit dans, qui habite », lui a été donné en référence au lieu de sa découverte, l'Indochine.

## Publication originale
- Miranda, Giupponi, Prendini & Scharff, 2021 : « Systematic revision of the pantropical whip spider family Charinidae Quintero, 1986 (Arachnida, Amblypygi). » European Journal of Taxonomy, no 772, p. 1–409 (texte intégral).